# Aeropuerto Los Roques
El Aeropuerto Los Roques o Aeródromo Los Roques es un pequeño aeropuerto doméstico ubicado en la isla del Gran Roque, la más poblada del Archipiélago Los Roques, una Dependencia Federal de Venezuela ubicada a 176 km al norte de Caracas, y a 90 millas del Aeropuerto Internacional de Maiquetía desde donde es controlado. Su código IATA es LRV y su código ICAO es SVRS.
Fue creado por un grupo de aviadores venezolanos pertenecientes al Aeroclub Caracas en la década de los años 50, siendo ampliado y reparado por este mismo grupo y pavimentado en el año 1984; sin embargo, el uso constante y el paso de los años la deterioraron considerablemente.

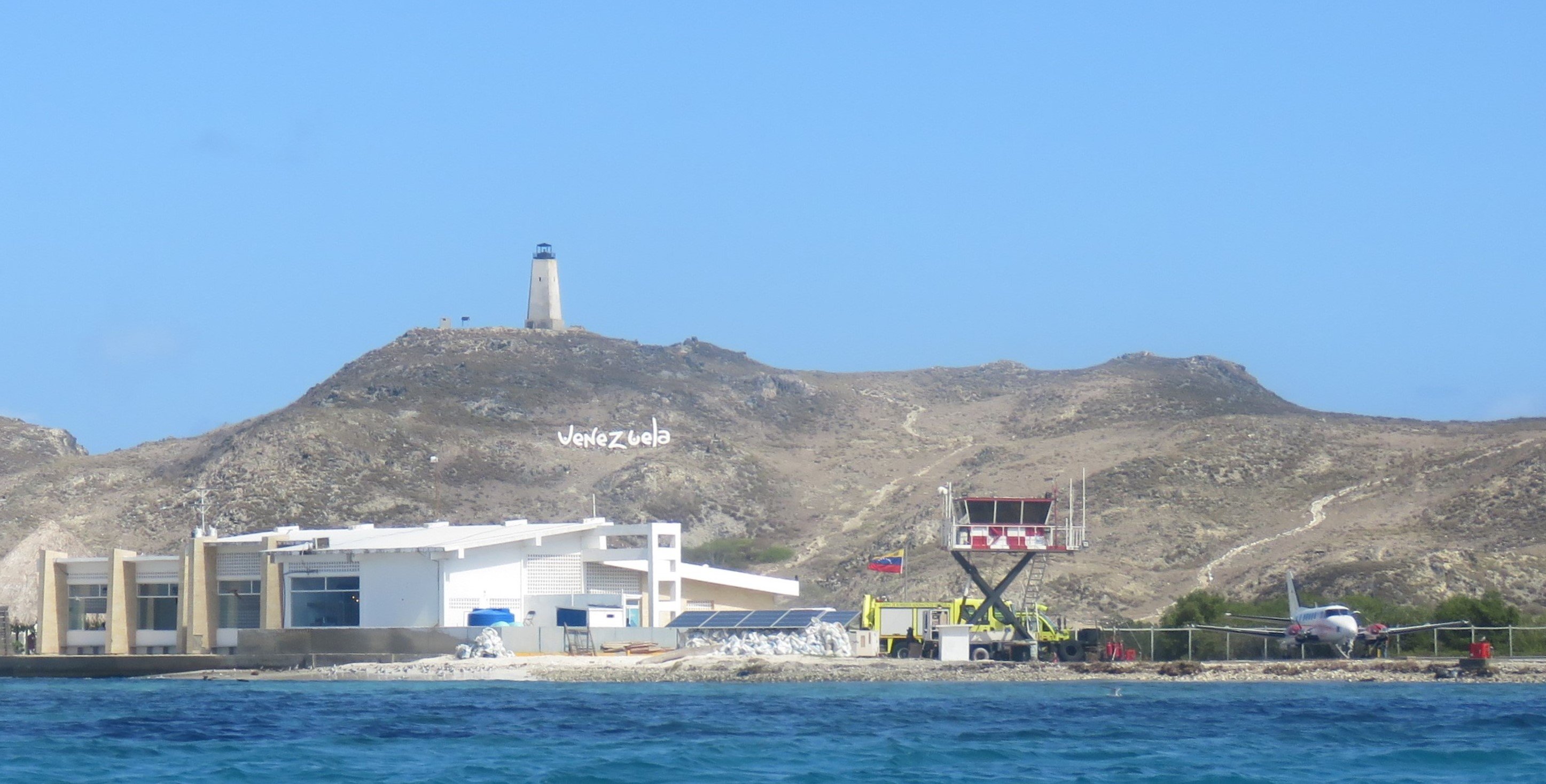
Vista del aeropuerto en 2024 desde el mar

En el año 2007 se inicia, por medio del Proyecto de Modernización de Aeropuertos y Gestión de Tránsito Aéreo, un plan de reconstrucción y repavimentación de la pista 07-25 y plataformas para estacionamiento de aeronaves por parte del Ministerio de Transporte Acuático y Aéreo, se tiene previsto además la edificación de una torre de control y del Cuerpo de Bomberos Aeronáuticos en el aeropuerto
Su pista, de 1000 x 26 m, a pesar de sus dimensiones relativamente pequeñas, maneja un considerable tráfico de unos 50 vuelos diarios y 1500 mensuales y, según estimaciones del Instituto Nacional de Aeronáutica Civil, anualmente más de 53.000 turistas nacionales y extranjeros.
En el espacio aéreo de este aeropuerto se han producido numerosos accidentes, como por ejemplo el accidente de BN-2A-27 Islander de Transaero.
Entre 2023 y 2024 se realizó una polémica ampliación que duplico el tamaño de la pista del Aeropuerto de Los Roques mediante tierras ganadas al Mar Caribe.El proyecto incluyó la extensión de la pista unos 300 metros usándose para rellenar el área material proveniente de la misma isla Gran Roque

## Aerolíneas y destinos
| Destinos por aerolínea                  | Destinos por aerolínea             |
| Aerolíneas                              | Ciudades                           |
| --------------------------------------- | ---------------------------------- |
| Airway Línea Aérea 1 destino            | Nacional (1): Caracas              |
| AeroCaribe Airlines 1 destino           | Nacional (4): Caracas              |
| Blue Star 1 destino                     | Nacionales (2): Caracas / Valencia |
| Conviasa 1 destino                      | Nacional (1): Caracas              |
| SASCA 1 destino                         | Nacional (1): Caracas              |
| Total: 1 destinos, 1 país, 5 aerolíneas |                                    |

### Destinos nacionales
| Ciudades                                   | Nombre del aeropuerto                               | Aerolíneas                                                    |
| ------------------------------------------ | --------------------------------------------------- | ------------------------------------------------------------- |
| Carabobo - Valencia                        | Aeropuerto Internacional Arturo Michelena           | Blue Star                                                     |
| Distrito Capital - Caracas                 | Aeropuerto Internacional de Maiquetía Simón Bolívar | Airway Línea Aérea / AeroCaribe Airlines / blustar / Conviasa |
| Total: 2 destinos, 2 estados, 5 aerolíneas |                                                     |                                                               |